# Lambert Palmart
Lambert Palmart fou un impressor d'origen flamenc, establert a València al segle xv, responsable de l'edició del primer llibre imprès en català i, alhora, el primer llibre literari imprès a la península Ibèrica: Les obres o trobes davall scrites les quals tracten de la sacratíssima Verge Maria.

## Orígens
La ciutat natal de Lambert Palmart no resulta segura. Probablement el seu origen és flamenc, però altres fonts situen el seu naixement a Colònia (Alemanya). Sí que sembla clar que va ser a Alemanya on va aprendre la tècnica de la impremta. I molt possiblement va viure algun temps a alguna ciutat italiana, circumstància que explicaria la tipografia romana utilitzada en els seus treballs (els tipus habituals a Alemanya eren gòtics). Va arribar a València de la mà de Jaume Vitzlan, un comerciant que actuava com a agent de la poderosa Companyia Comercial de Ravensburg (sud d'Alemanya). A la mort de Jaume Vitzlan, el seu germà Felip va continuar el negoci de la impremta.

## Les obres o trobes...
Encara que les Les obres o trobes... no porten peu d'impremta, es pot assegurar que pertanyen al taller de Palmart per l'anàlisi del paper (filigranes, o marques d'aigua) i la tipografia, que coincideixen amb títols posteriors del taller.
Les obres o trobes és un recull de quaranta poemes en valencià, quatre en castellà i un en italià, presentats a un certamen poètic havia tingut Bernat Fenollar com a secretari del jurat. La tipografia emprada per Palmart és romana, de tradició humanística italiana, enfront de la lletra gòtica que predominava en els impressors alemanys i, per tant, als primers impresos europeus.

## Altres impresos

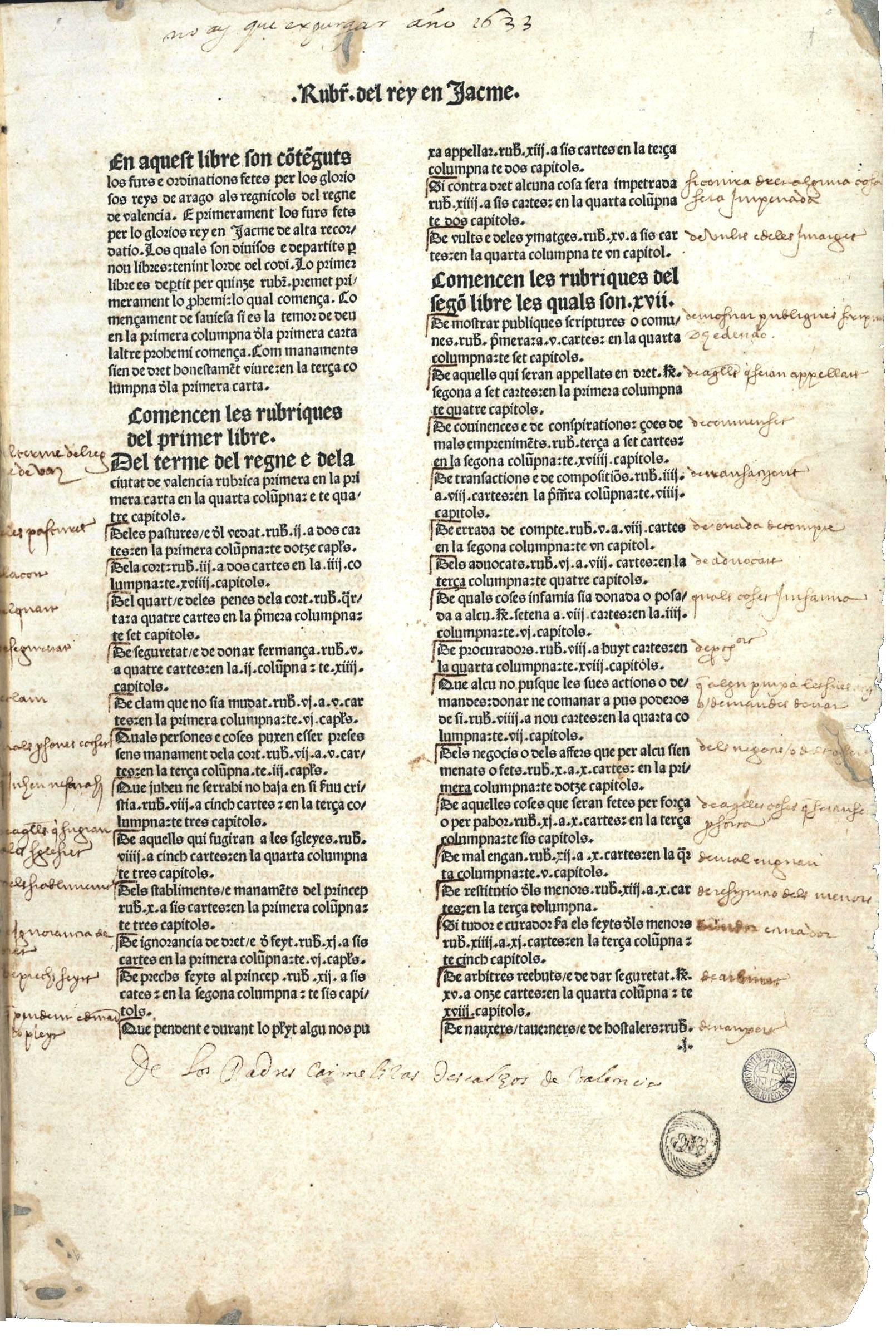
Primera plana dels Furs de València de 1482.

Del mateix taller d'impressió dirigit per Palmart va eixir també l'anomenada Bíblia Valenciana, impresa entre febrer de 1477 i març de 1478, traducció completa al català valencià dels textos bíblics, atribuïda a Bonifaci Ferrer –germà de sant Vicent Ferrer. També publicà un Sal·lustri i el Comprehensorium de Johannes Grammaticus, o Joan Filipò (1475), primer incunable amb data de la tipografia espanyola. També imprimí el Primer del Crestià de Francesc Eiximenis en 1483, i la primera meitat del Dotzè del Crestià, també de Francesc Eiximenis, en 1484.
Un argenter castellà resident a València, Alfonso Fernández de Córdoba, va aprendre de Palmart i va treballar també per als germans Vizlant.
Palmart va continuar el negoci fins a l'any 1493 i va publicar una dotzena de títols en total.

## La impremta a València
No per casualitat va ser la ciutat de València un bressol de la impremta. En començar la segona meitat del XV era una ciutat en auge dins la Corona d'Aragó i en la Mediterrània; disposava de connexions amb Marsella i Gènova), i gaudia d'una burgesia emprenedora. Això atreia comerciants i artesans del nord d'Europa, com ara el mateix Palmart, o com Nicolau Spindeler, que imprimiria el Tirant lo Blanc en 1490.
A més a més, a València ja hi havia una tradició de bibliofília des del temps dels àrabs: des del segle xii hi tingué seu una escola de cal·lígrafs, que després de la conquesta cristiana van mantenir la producció al nord d'Àfrica durant un segle. En temps islàmics hi havia biblioteques importants (alcoràniques, de medicina, de literatura...). A partir de la conquesta, el llibre era considerat una joia. A la ciutat hi havia diversos tallers de miniaturistes (que formen l'anomenada Escola valenciana, que es caracteritzava per abusar de les fulles de card en la decoració) a banda dels cal·lígrafs. També destacaven una important biblioteca a la Catedral i posteriorment, la biblioteca del monestir de Sant Miquel dels Reis, del duc de Calàbria, l'home de la virreina Germana de Foix.